# Aglaostigma aucupariae
Aglaostigma aucupariae је врста инсекта из реда опнокрилаца - Hymenoptera, подреда Symphyta и породице Tenthredinidae.

## Распрострањеност
Aglaostigma aucupariae је палеартичка врста биљне осе која насељава Европу и западну Азију. У Србији је присутна.

## Опис
Величина ове осе је од 7 до 9 мм са карактеристичном наранџастом шаром на абдомену. Имаго ове врсте активан је у рано пролеће, у Србији и околним земљама од фебруара до маја. Женка јаја полаже у стабљике биљака из рода Galium.

## Синоними
- Aglaostigma aucupariae subsp. lacteore Benson, 1968
- Aglaostigma lacteore Benson, 1968
- Allantus collaris Dietrich, 1868
- Laurentia craverii A.Costa, 1890
- Macrophya laticarpus Kriechbaumer, 1891
- Rhogogaster aucupariae (Klug, 1817)
- Tenthredo aucupariae Klug, 1817
- Tenthredo juvenilis Serville, 1823
- Tenthredo solitaria Fallén, 1808